# František Brixi
František Brixi (2. januar 1732 – 14. oktober 1771) var en tjekkisk komponist, som virkede som organist i Prag.
Blandt hans værker kan nævnes messer, oratorier, orgelkompositioner, operaer m.m.
De kirkemusikalske kompositioner regnes nok blandt hans mest værdsatte, og hans indsats for den katolske kirkemusik er blevet sammenlignet med Bachs betydning for den protestantiske.